# لیک پوینست، داکوتای جنوبی
لیک پوینست(به انگلیسی: Lake Poinsett) شهری در ایالت داکوتای جنوبی کشور ایالات متحده آمریکا است که جمعیت آن در سرشماری سال ۲۰۱۰ میلادی، ۴۹۳ نفر بوده‌است.